# Keep on Keepin' On
Keep on Keepin' On è un CD dei New Riders of the Purple Sage, pubblicato dalla Mu Records (in seguito ristampato dalla Relix Records, RRCD2057 nel 1992) nel dicembre del 1989. 

## Tracce
1. Keep on Keepin' On – 3:33 (John Dawson)
2. Now I Call It Love – 2:46 (John Dawson)
3. It's O.K. to Cry – 3:18 (Lina Valentino, Val Fuentes, Rusty Gauthier)
4. Bounty Hunter – 4:01 (Lina Valentino, Val Fuentes, Rusty Gauthier)
5. Barbaric Splendor – 3:19 (Joe New)
6. Señorita – 3:00 (John Dawson)
7. Night of the Living Lonely – 2:58 (Joe New)
8. Rancher's Daughter – 3:02 (John Dawson)
9. Big Ed – 3:17 (Rusty Gauthier)
10. Friend of the Devil – 3:36 (John Dawson, Jerry Garcia, Robert Hunter)

## Musicisti
- John Dawson - voce, chitarra acustica, jaw harp
- Rusty Gauthier - voce, chitarra, chitarra lap steel, dobro, violino, banjo
- Gary Vogensen - chitarra elettrica, accompagnamento vocale
- Michael White - basso
- Greg Lagardo - batteria

Ospiti
- Jennifer Hall - accompagnamento vocale
- Jeanette Sartrain - accompagnamento vocale
- Carolyn Gauthier - accompagnamento vocale
- Boots Hughston - produttore
- Kincaid Miller
- Lina Valentino
- Val Fuentes
- Bill Amatneek
- Stu Feldman
- Bing Nathan
- Bob Black[1]